# Черрето-д’Асти
Черрето-д’Асти (итал. Cerreto d'Asti) — коммуна в Италии, располагается в регионе Пьемонт, в провинции Асти.
Население составляет 261 человек (2008), плотность населения составляет 66 чел./км². Занимает площадь 4 км². Почтовый индекс — 14020. Телефонный код — 0141.
Покровителем коммуны почитается святой апостол Варфоломей, празднование 24 августа.

## Демография
Динамика населения:

## Администрация коммуны
- Официальный сайт: http://www.comune.cerreto.asti.it/